# Microcaecilia trombetas
Microcaecilia trombetas é uma espécie de anfíbio da família Siphonopidae. Endêmica do Brasil, é encontrada apenas no estado do Pará.